# Drake Stadium
Drake Stadium é um estádio no campus da Drake University em Des Moines, Iowa, Estados Unidos. Mais conhecida como a casa dos Drake Relays, ela também serve como a casa do time de futebol da universidade. Foi inaugurado em 1925.

## História
O Drake Stadium foi inaugurado em 10 de outubro de 1925.
Desde 2019, o Des Moines Menace, um clube de futebol da USL League Two, utiliza o estádio em suas partidas como mandante. 